# Forró szél
A Forró szél (eredeti címe szerbül Врућ ветар / Vruć vetar) egy 1979-ben készült színes, 10 részes jugoszláv vígjátéksorozat, amely Magyarországon 1984–1985–ben futott először a Magyar Televízió műsorán. Később a Duna TV, Szív TV, SATeLIT TV, Hálózat TV, Humor 1, Viasat 3 és a Filmmúzeum csatornákon is vetítették. A sorozatból egy 90 perces mozifilm is készült Borivoje Šurdilović kalandos élete címmel, amely a 3. és 4. rész összevont, rövidített változata.
A sorozaton azóta generációk nőttek fel. A főszereplő Šurda kalapja, alacsony vérnyomása és csetlő-botló élete, valamint az azóta híressé vált főcímzene tette a sorozatot emlékezetessé, amit még a klasszikus szinkron is tovább fokoz.

## Történet
A főszereplő, Šurda (a Šurdilović név rövidített alakja), egy kávéfüggő belgrádi borbély, aki nagyanyjánál, és annak Firga nevű fiánál él. Mivel eredeti foglalkozása nem tetszik neki, különféle vállalkozásokba, ügyeskedésekbe kezd. Legtöbbször komája, a magát nagymenőnek mutató Bob segíti. Később feleségül veszi Vesznát, és gyereke is születik, de a gondok ezzel csak sokasodnak. Nagy nehezen lakáshoz jut a család. Végül Šurda visszatér eredeti foglalkozásához, és fodrászként sikeres lesz.

## Epizódok

### 1. Ha nincs az ember a megfelelő helyen…
Šurda tipikus semmirekellő, aki egy kisvárosból költözött Belgrádba; nagymamájával és nagybátyjával, Firga bácsival lakik, és egy borbélyműhelyben dolgozik, amit az apja pénzén vett. Nem nagy odaadással végzi a munkáját, minden létező ürüggyel kibújik alóla, főleg, ha leesik a vérnyomása, mert akkor le kell feküdnie. Az egyik vendég, aki betér hozzá, földije, a szélhámos életművész Bob, aki fizetés nélkül távozik. Šurda találkozik a barátnőjével, aki elégedetlen, amiért Šurda még nem vitte semmire, és ráveszi, hogy elmenjenek egy barátnője lakásavatójára. Šurda öltönyt csináltat, amit nagyon elszabnak és idétlenül áll rajta. Elmennek a lakásavatóra, ahol Surda kifejti a véleményét a sznob vendégseregről és távozik. A barátnője később szakít vele. A borbélyüzletbe betér egy vendég, aki borotválást kér, mert vádlott lesz egy tárgyaláson és szeretne prezentálható állapotban megjelenni, Šurdának azonban leesik a vérnyomása, lefekszik, és a vendég, mivel siet, kénytelen megborotválkozni, és összevagdalja magát. Dühében ő is összevagdalja Šurda képét. Surda megunja a borbélyszakmát és megfogadja, hogy többé nem csinálja ezt.

### 2. A taxis
Šurda apja levelet kap a sógorától, Firga bácsitól, aki meghívja Belgrádba, és ott elmondja neki, hogy Šurda eladta a borbélyműhelyt. Šurda elmegy a bankba, ahol találkozik Bobbal. Bob kifigyelte, hogy Šurdának sok pénze van (százhúszezer dínárt kapott a borbélyüzletért), és előáll egy ötlettel: Šurda vegyen egy autót és kezdjen taxizni. Az autó, amit vesznek, egy folyton javításra szoruló roncs, de Šurda dolgozni kezd vele. Túl nagy lelkesedéssel és sikerrel ezt a munkáját sem végzi, utasai megszöknek fizetés nélkül, ellenőrzést kap az ipartestülettől, mert túl sok panasz érkezett rá; ami kevés bevétele van, azt az autó javítására kell fordítania. Következő utasai gyanús alakoknak tűnnek, minden jel arra utal, hogy bűnözők, végül azonban kiderül róluk, hogy csak focisták. A szurkolók elől menekülő bíró Šurda taxijában keres menedéket, ezért a tömeg szétveri az autót. Mind a rendőrségen kötnek ki, de Šurdát elengedik. Összefut Bobbal, akit ő visz ki a repülőtérre, mert Bob külföldre indul szerencsét próbálni. Šurda felhagy a taxizással.

### 3. A vendégmunkás
Šurda hiába ír az apjának pénzért, nem kap, ezért hazamegy Vlasotincébe, hogy személyesen kérjen tőle. Az apja leszidja, és a szomszéd bádogos fiával példálózik, aki bezzeg sokra vitte. A szomszéd bádogos fiáról kiderül, hogy Bob az, aki játssza a nagymenőt a helyi kocsmában és rábeszéli Šurdát, hogy külföldön próbáljon szerencsét. Šurda Németországba megy, ahol a nagystílű életet élő Bobról kiderül, hogy egy gazdag nő kitartottja, a nő azonban hamarosan kidobja Bobot, akit innentől főleg az köt le, hogy behízelkedje magát egy másik pénzes nő kegyeibe. Bob mindenféle munkát ajánl Šurdának, először egy kutyafodrászatban, amit azonnal otthagy, mert utálja a kutyákat, utána egy öreg grófnő masszőrjeként, ahol a masszázson kívül mást is kellene csinálnia, de még időben megmenekül. Bob további állásajánlatait hallván Šurda szembesül azzal, hogy itt is csak vacak munkák várnak rá, és Bob sem csinál semmi értelmeset, csak odahaza menőzik a németországi életével. Šurda úgy dönt, hogy visszamegy Belgrádba.

### 4. Végzetes találkozás
Šurdát azzal gyötri a mama és Firga bácsi, hogy ideje lenne megnősülnie, akkor végre nem ők tartanák el, hanem a felesége. Elmegy a munkaügyi központba, ahol közlik vele, hogy most utoljára segítenek neki, és kap egy állást biztonsági őrként egy boltban. Egy nap munka közben összefut Bobbal, akinek épp nem megy túl jól a szekér és lopott a boltban. Bár Šurda kifizeti helyette, a főnöke összeszidja. Šurda ezért a következő tolvajt bevonszolja magával a főnökhöz; a tolvajról kiderül, hogy maga a miniszter, aki nem lopni akart, csak elbambult, miközben kitolta a bevásárlókocsit az épületből. A főnök leszidja Šurdát, aki dühében felmond. Meglátogatja Bobot, aki abból él, hogy egy ismerőse lakását adja ki rövid időtartamra fiatal pároknak. Később egy étterembe megy, ahol megismerkedik Vesnával és randira hívja a lakásba, amit Bob kiad. Bob azonban ugyanebben az időpontban két másik párnak is kiadta a lakást, Vesna ezért megharagszik Šurdára és otthagyja. Mikor újra találkoznak, Šurda megkéri Vesna kezét, és nem sokkal később össze is házasodnak. A mama és Firga bácsi nem rajonganak az ötletért, hogy mostantól ketten fognak a nyakukon élni.

### 5. A házasélet örvényei
Šurda és Vesna folyton veszekednek, a mama és Firga bácsi már rettenetesen unják őket. Firga bácsi állást szerez Šurdának egy ingatlankezelő vállalatnál, ahol a lakók panaszaival kell foglalkoznia. Šurda nem meglepő módon kevés lelkesedéssel jár be dolgozni, főleg, hogy az építkezési cég rossz minőségű épületeket ad át, és minden lakó Šurdán veri le sérelmeit. Šurda és Vesna el akarnak válni. A bíróságon, ahol a válópert intézik, Šurda összefut Bobbal, akitől megtudja, hogy mivel neki épp van munkája, Vesna pedig felmondott, ezért válás után lehet, hogy tartásdíjat kell majd fizetnie az asszonynak. Bob vállalja, hogy az ügyvédje lesz. A válóperen az ügyvédek kölcsönösen sértegetik egymás ügyfelét. Šurda megtudja, hogy Vesna gyermeket vár, és mindketten rájönnek arra is, hogy mégse akarnak elválni. A mama és Firga bácsi nincsenek elragadtatva, hogy immár a háromfős Šurda-család fog a nyakukon élni. Šurda a munkahelyén hozza a szokásos formáját, amikor felhívják a hírrel, hogy megszületett a gyereke.

### 6. A lakás
Šurda a tőle megszokott buzgalommal dolgozik az ingatlankezelőnél, és feltámad benne a vágy egy saját lakás után, főleg, hogy szűkösen vannak otthon így öten. A következő munkahelyi értekezleten beadja panaszát, amiért nem kapott a vállalati lakások közül. A cégnél döntés születik arról, hogy megnézik, milyen körülmények közt lakik Šurda, és amennyiben valóban olyan rosszak a körülményei, előreveszik a listán. Šurda mindent megtesz, hogy körülményeit még rosszabbnak tüntesse fel a vállalati bizottság előtt, többek közt odaköltözteti Bobot, hogy még zsúfoltabbnak tűnjön a lakás, ráveszi Firgát, hogy szellemi fogyatékosnak mutassa magát, szétverik a tetőt, befalaznak egy ablakot, hogy minél több pontot kapjanak a hátrányokra. Mikor a bizottság érkezik, remekül prezentálják a bolondokházát, és Šurda elvileg megkapja az egyik lakást. A cég igazgatója napokig nem írja azonban alá a kiutalást, mert a házak átadása a pocsék műszaki állapot miatt késik. Egy jobb mérnököt akarnak a céghez csábítani, és az igazgató döntése értelmében ő kapja az eredetileg Šurdának kiutalt lakást. A mérnöknek szerencsére nem nyeri el a tetszését a lakás, így Šurdáék beköltöznek, bár a cég tudta nélkül. Vesna az egyik szobában ott találja Bobot, aki a tudtuk nélkül velük költözött, mert nincs hol laknia.

### 7. A barikádon
Šurdáék továbbra is illegálisan laknak az elfoglalt lakásban, az ingatlankezelő évek óta pereli őket. Šurda, akit közben kiraktak a munkahelyéről, folyton jár a bíróságra. Vesna légi utaskísérőként dolgozik és ritkán jár haza. A lakásba ellátogat a mérnök, akinek a cég akarja adni a lakást. Šurdáék, a mérnökék és a cég képviselője elmennek a tárgyalásra, ahol a bíró kihirdeti, hogy a cég köteles visszavenni Šurdát a munkahelyére, a lakást viszont el kell hagyniuk. Bob közben egy ismerősét okítja, hogy kit kell lefizetni, ha meg akarja úszni a gázolásos ügyét. Šurdáék félnek, hogy nemsokára kilakoltatják őket, minden csengetésre rettegnek, az érkező rendőr azonban Bobot jött letartóztatni a vesztegetési ügyben, utána Šurda apja érkezik látogatóba, végül a tanács értesíti Firga bácsit, hogy elbontották a régi házikóját és új lakást kap cserébe. Az egész család elindul beköltözni Firga új lakásába, ott azonban egy illegális lakásfoglalót találnak…

### 8. A találmány
Firga bácsinak 6 hónap pereskedés után, végre sikerül birtokba venni új lakását. A betolakodó zseni vegyész, megadja magát a lepecsételt határozatnak, szedi a cók-mókját és távozik. Surdának a bíróság magas kártérítést ítél meg, aminek egy részével betársul egy alkoholista fuvarozó mellé. Később ismét belebotlik az őrült feltalálóba, akinek zseniális találmánya, az alkohol ízű, alkoholmentes ital, lenyűgözi még Surdát is. Ezért maradék dinárját erre a nemes célra fordítja. Surda elmegy a bankba felvenni több dinárt, ám régi komájával, Bobbal újra találkozik, elmennek egy kávézóba, ahol beszélgetnek arról, hogy Bobbal mi történt az alatt a 6 hónap alatt, és hogy Surda egy találmányba fogott bele két barátjával, így ráveszi Bobot, hogyha érdekli dolgozzon itt. Ám a Kereskedelmi Kamara nem tart igényt a szesz forradalmasítására, hisz az emberek épp azért isznak, hogy tompítsák agyukat. Surda ismét rossz lóra tett, egy petákot sem lát viszont befektetett pénzéből.

### 9. Hajótörés
Telnek-múlnak az évek, a Surdilovic házaspár végre saját lakásba költözik. Kisfiúkat azonban Firga bácsi, és a nagymama neveli, szüleinek még egymásra sincs idejük, félő, hogy házasságuk zátonyra fut. Amikor Bob felnyitja Surda szemét felesége viszonyáról, elszabadul a pokol. Surda bekeményít, és meglátogatja Vesna szeretőjét, aki nem tagadja le kapcsolatukat. Ám Borivoje nem hajlandó lemondani feleségéről, akit meghat férje ragaszkodása, és sok év viszontagság után ismét egymásra találnak a szerelmesek.

### 10. A bajnok
A siker kulcsa, egy kétbalkezes fodrász, és egy elrontott frizura. S Hogyan változtathatja meg mindez, egy sikertelen ember életét? A recept a következő: ha feleséged elégedetlen frizurájával, helyezz a magnóba egy kis görög zenét, s az ihlet hatására ajándékozd meg egy tökéletes remekművel, mely elkápráztatja őt, és még a vacsorán pontozó zsűrit is. Mivel Surdánk is ekképp cselekedett, élete gyökeresen megváltozik. Egyik pillanatról a másikra ő lesz a belgrádi nők kedvenc hajszobrásza, szalonjába tolonganak a vendégek. Hazai és nemzetközi versenyeken brillírozik, most már elégedett sorsának alakulásával. Végre meglelte azt a munkát, amiben örömét leli, és kamatoztathatja zseniális képességeit, amik rejtve maradtak az avatatlan szemek és a világ elől. Eközben később kiderült, van egy "titkos barátnője" Mara, akit állandóan faggatja Firgát, hogy kell neki egy megbízható férfi, és hogy Surda családjával megszeretne ismerkedni. Komoly drámai szerelmek folynak itt...

## Szereplők
A sorozat népszerűvé válásához döntően hozzájárult, hogy az akkori Jugoszlávia legkiválóbb szerb színészei közül válogatták a fontosabb szereplőket.
| Szereplő                    | Színész                   | Magyar hang     |
| --------------------------- | ------------------------- | --------------- |
| Borivoje Šurdilovic (Šurda) | Ljubiša Samardžić         | Helyey László   |
| Slobodan Mihajlović (Bob)   | Bora Todorović            | Gálvölgyi János |
| Blagoje Popović (Firga)     | Miodrag 'Čkalja' Petrović | Zenthe Ferenc   |
| Šurda nagymamája            | Radmila Savićević         | Báró Anna       |
| Vesna Šurdilović            | Vesna Čipčić              | Kiss Mari       |
| Sotir Šurdilović (Szocsa)   | Živojin "Žika" Milenković | Szabó Ottó      |
| Šurda anyja                 | Ljubica Ković             | Győri Ilona     |
| Krstivoje Krstić            | Dragomir Bojanić Gidra    | Kun Vilmos      |
| Pera                        | Čedomir Petrović          | Kaszás Attila   |

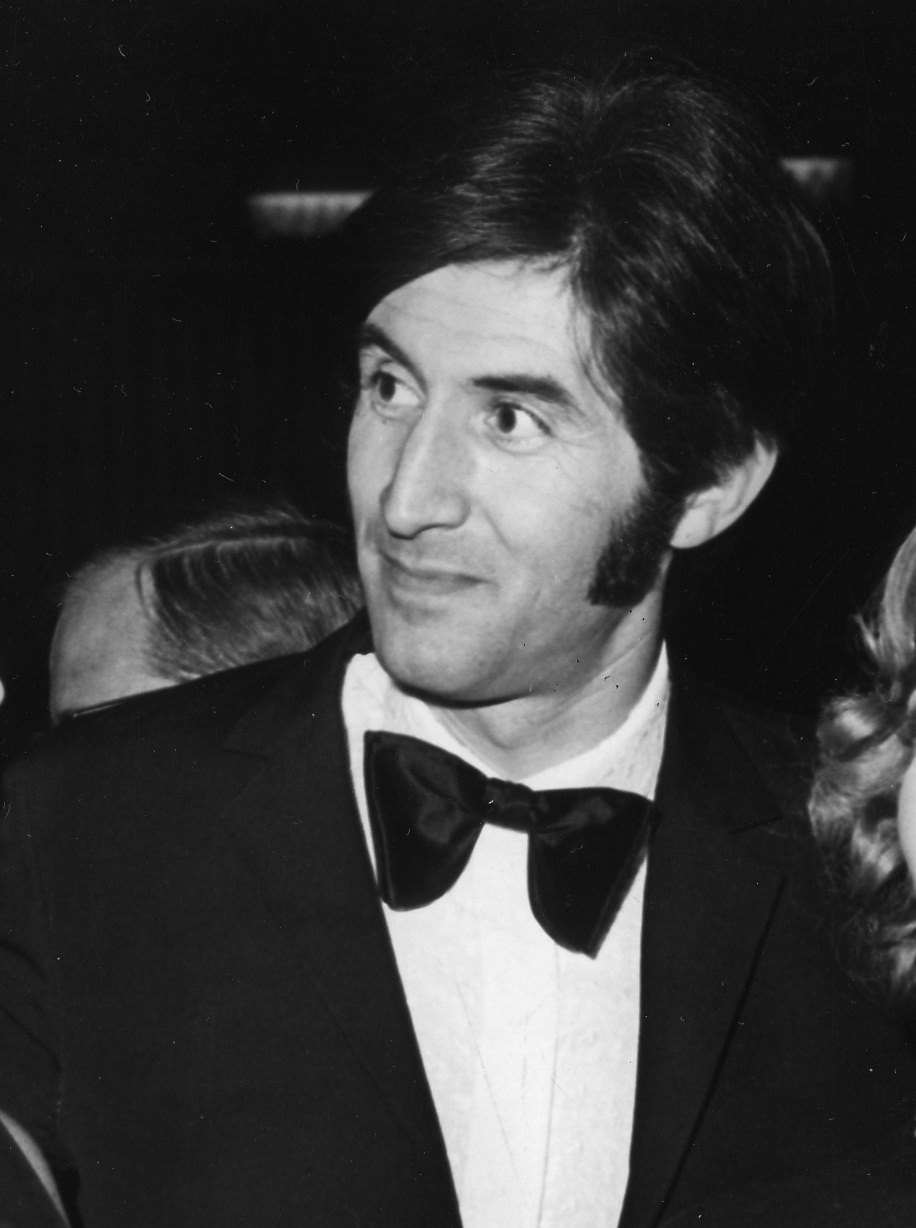
Ljubiša Samardžić egyik filmjének a premierjén.
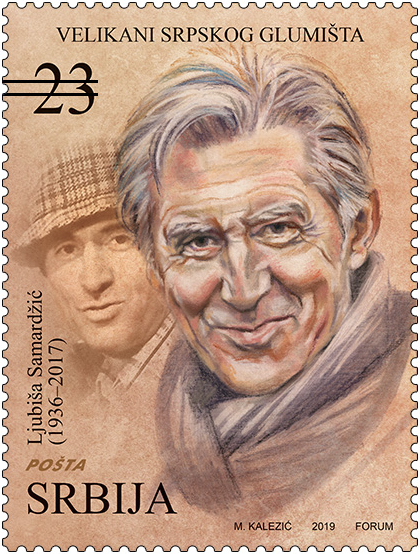
Ljubiša Samardžić portréi 2019-es kiadású emlékbélyegen, a nagy szerb színészek sorozatból. Balra Šurdaként, az ikonikus kalapban, jobbra idős korában
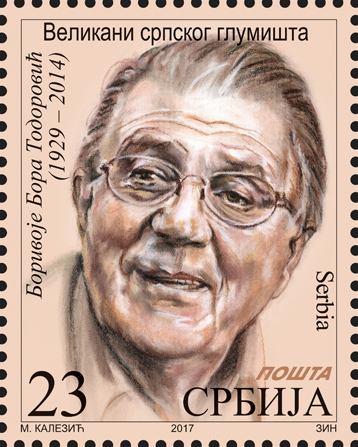
Bora Todorović portréja 2017-es kiadású emlékbélyegen, a nagy szerb színészek sorozatból.
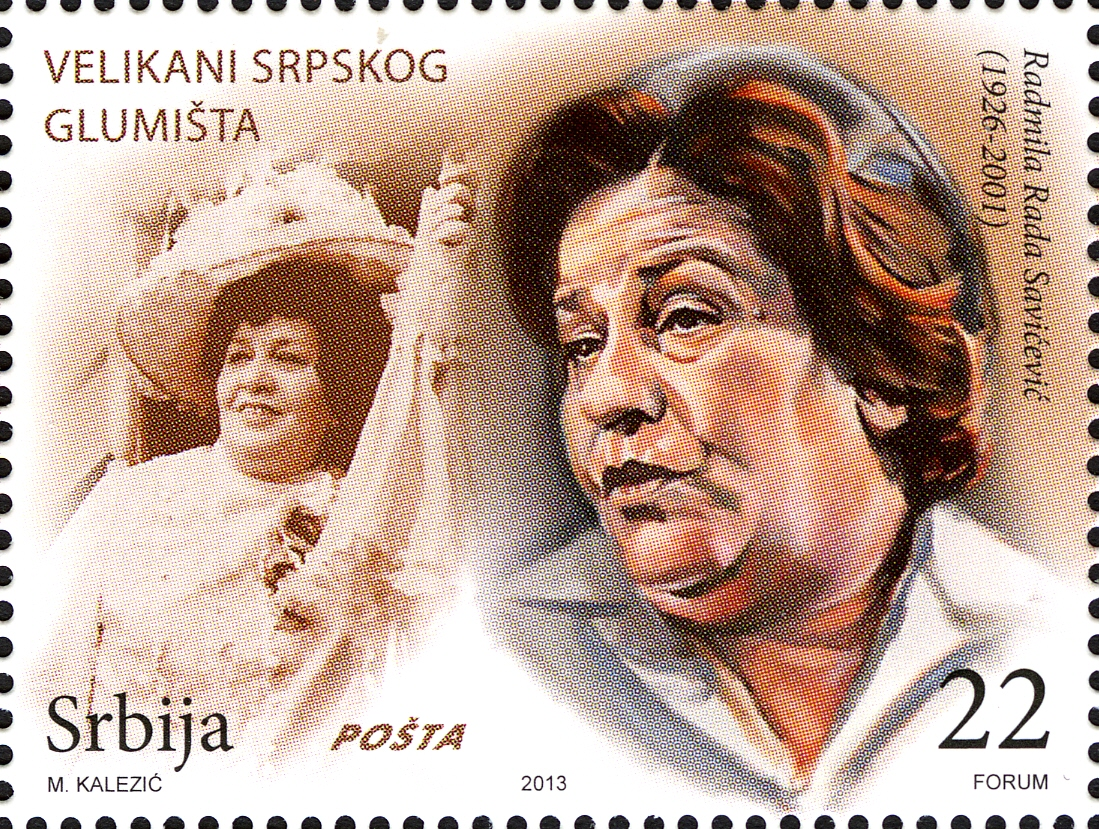
Radmila Savićević portréi 2013 kiadású emlékbélyegen, a nagy szerb színészek sorozatból
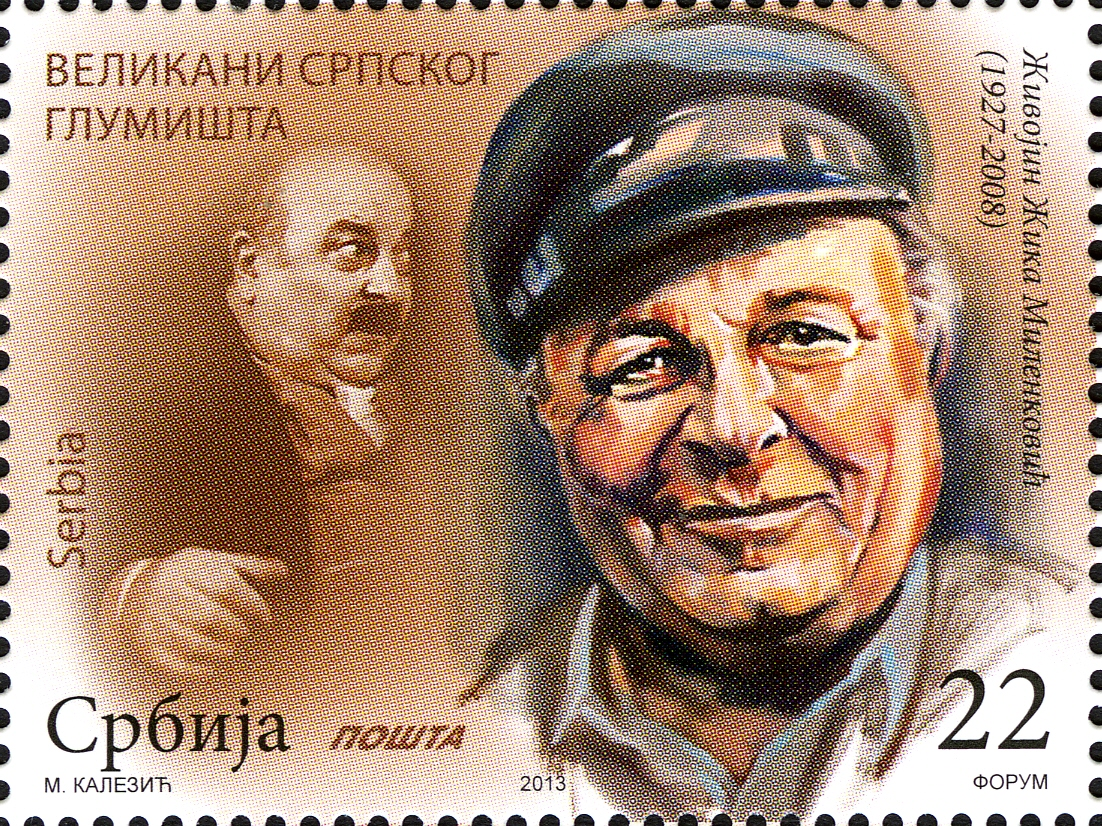
Živojin Milenković portréi 2013 kiadású emlékbélyegen, a nagy szerb színészek sorozatból
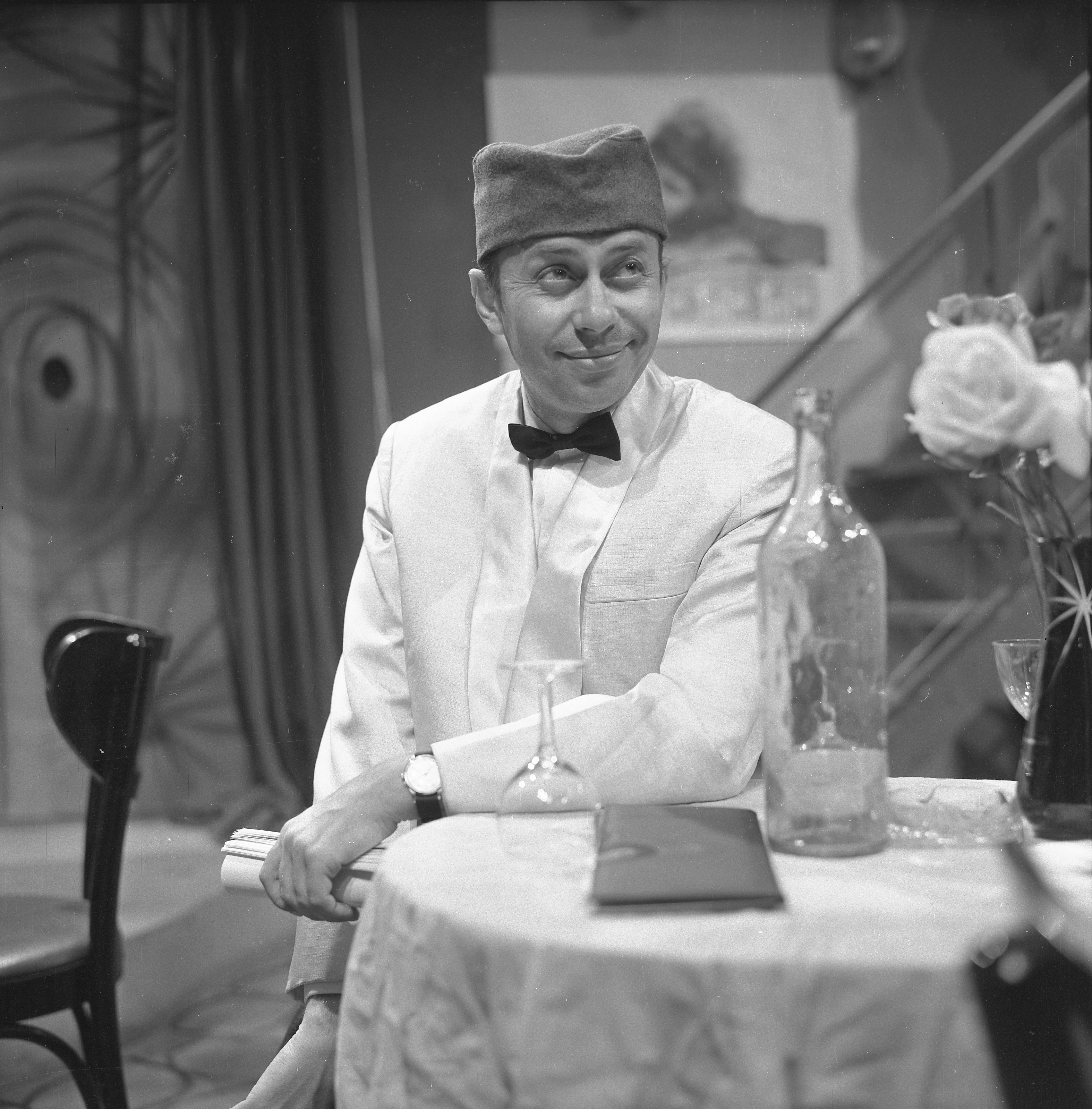
Miodrag 'Čkalja' Petrović 1963-ban, egyik filmszerepében
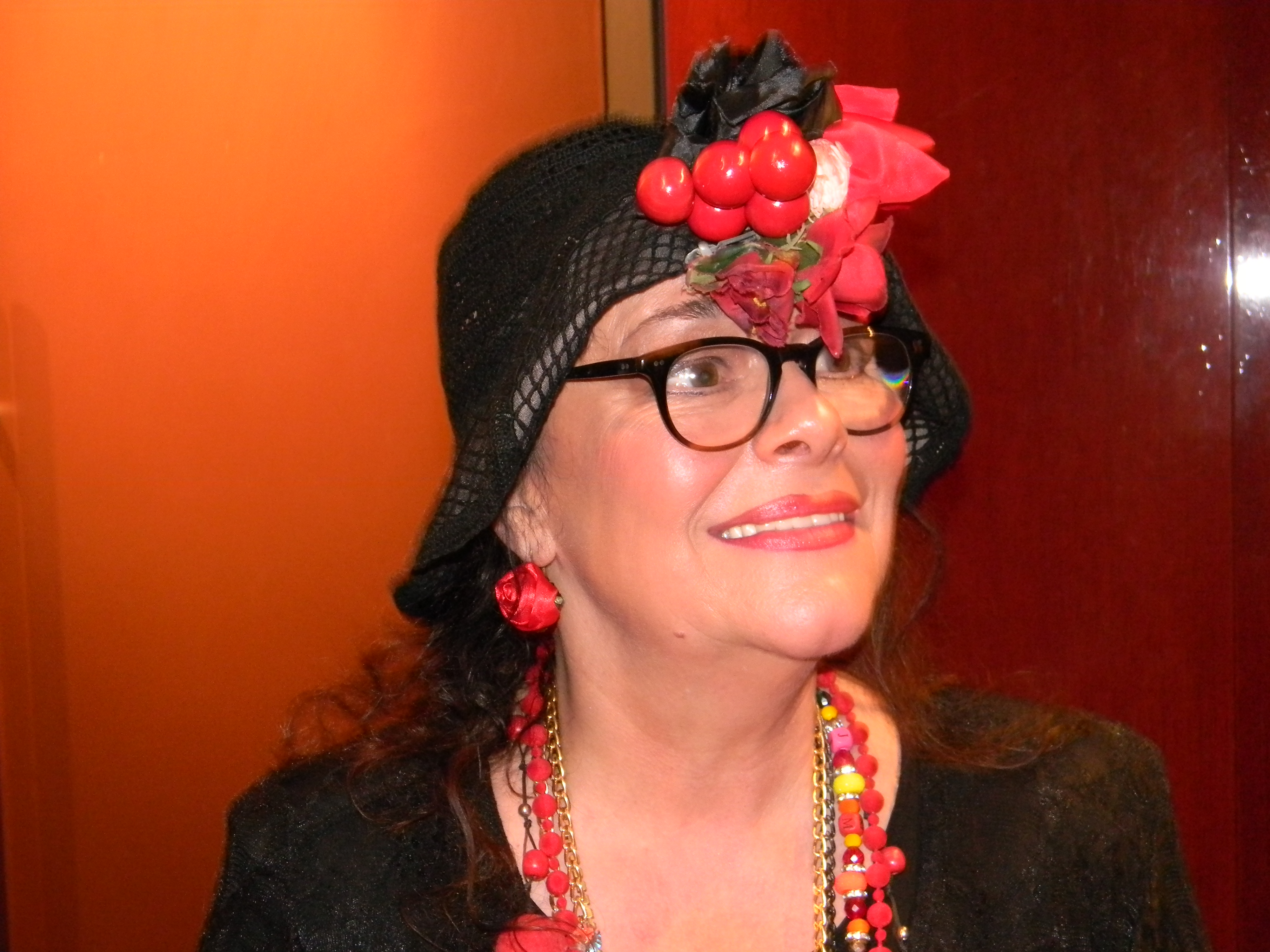
Vesna Čipčić 2014

## Zene
A film fő témájának címe „A sad, adio” („А сад, адио”, „És most viszlát”), mely a filmnek köszönhetően, de attól
függetlenül is népszerű lett nem csak Szerbiában, de a környező kelet-európai országokban is.
A zenét – mint számtalan másik szerb sorozatét is – Vojkan Borisavljević szerezte, 
szövegét pedig Ljiljana Pavić írta. A legtöbb zenét előadó Oliver Dragojević mellett
a dalt a filmben Slavko Bešić-Čupa és a Šurdát játszó Ljubiša Samardžić kettőse is énekelte,
mindegyik változat népszerű lett.
A 2000-ben megjelent „A sad adio” című filmben (melyet szintén Aleksandar Đorđević rendezett) 
a dalt Snežana Savić adta elő.

## Fordítás
- Ez a szócikk részben vagy egészben  a(z)   Врућ_ветар című szerb Wikipédia-szócikk fordításán alapul.  Az eredeti cikk szerkesztőit annak laptörténete sorolja fel. Ez a jelzés csupán a megfogalmazás eredetét és a szerzői jogokat jelzi, nem szolgál a cikkben szereplő információk forrásmegjelöléseként.